# Gökçe, Doğanyol
Gökçe là một thị trấn thuộc huyện Doğanyol, tỉnh Malatya, Thổ Nhĩ Kỳ. Dân số thời điểm năm 2011 là 891 người.